# Petrografie
Petrografie (z řec. petra, skála) je součástí geologie a zabývá se popisem složení a vlastností hornin. Petrografie je spíše popisná věda, vznik hornin zkoumá petrologie.
Na rozdíl od chemicky homogenních minerálů horniny i půdy se zpravidla skládají z několika různých minerálů a jsou to tedy složité struktury. Petrografické zkoumání začíná makroskopickým popisem, často přímo v terénu, například na staveništi, v lomu nebo v dole. Při zakládání staveb a podzemních stavbách se používá materiál ze zkušebního vrtu, na němž je patrné hloubkové rozložení hornin. Zkušený petrograf pozná obvykle pouhým okem, o jaký typ horniny se jedná. Přesnější určení zejména jemnozrnných hornin však vyžaduje zkoumání pomocí petrografických mikroskopů a dalších metod, například rentgenových, spektroskopických a podobně. Jejich cílem je jednak určit složení horniny, jednak její mechanické vlastnosti, například pro účely stavební geologie. Petrografické zkoumání dokáže obvykle určit nejen druh, ale i původ dané horniny, což je důležité v archeologii, při údržbě historických památek a pod.